# Distoleon littoralis
Distoleon littoralis är en insektsart som beskrevs av Miller och Stange in Miller et al. 1999. Distoleon littoralis ingår i släktet Distoleon och familjen myrlejonsländor. Inga underarter finns listade i Catalogue of Life.